# Silbergras
Das Silbergras (Corynephorus canescens), auch Gewöhnliches Silbergras genannt, ist eine Pflanzenart aus der Gattung Corynephorus innerhalb der Familie der Süßgräser (Poaceae).

## Beschreibung

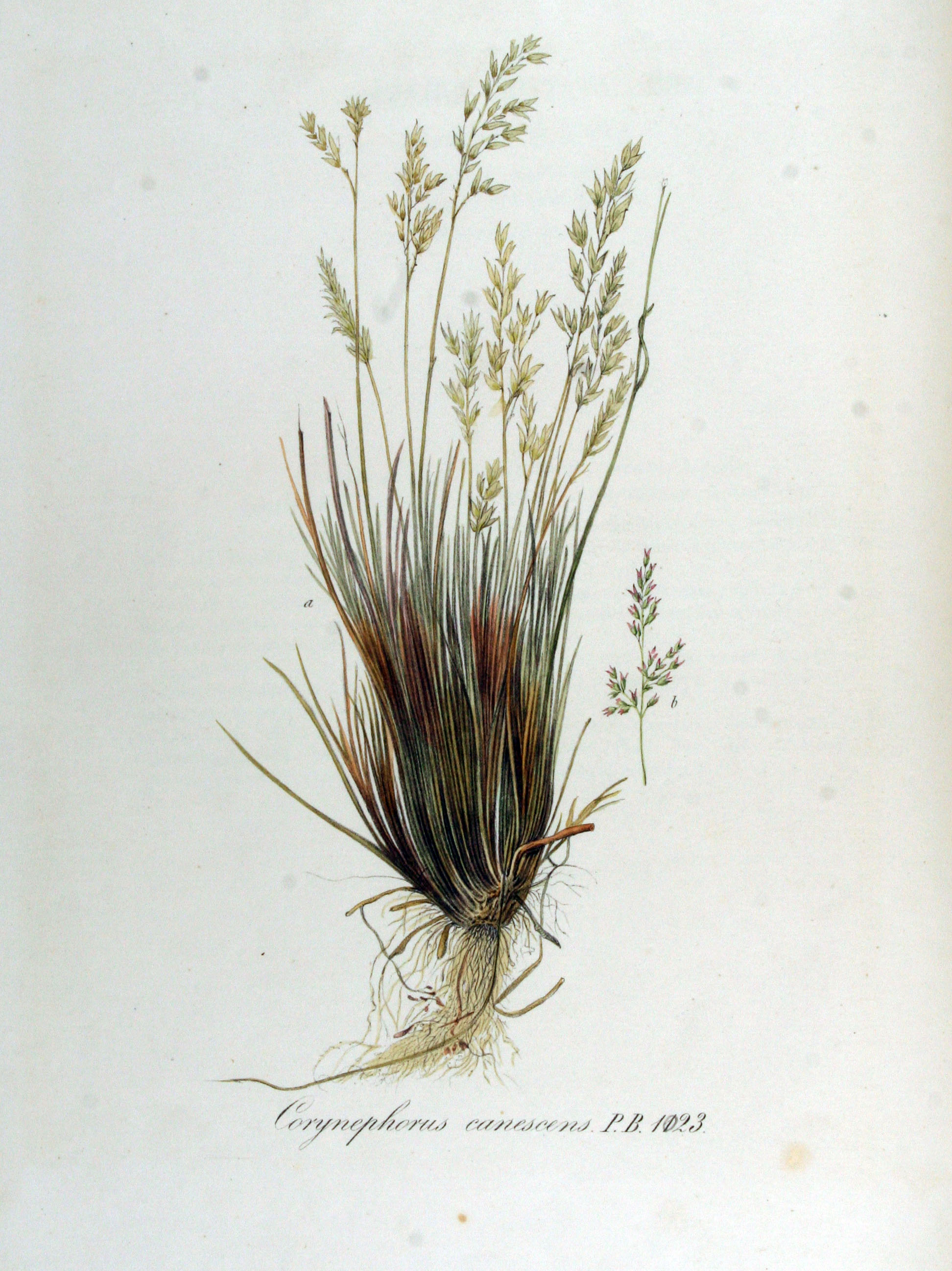
Illustration aus Flora Batava, Volume 13

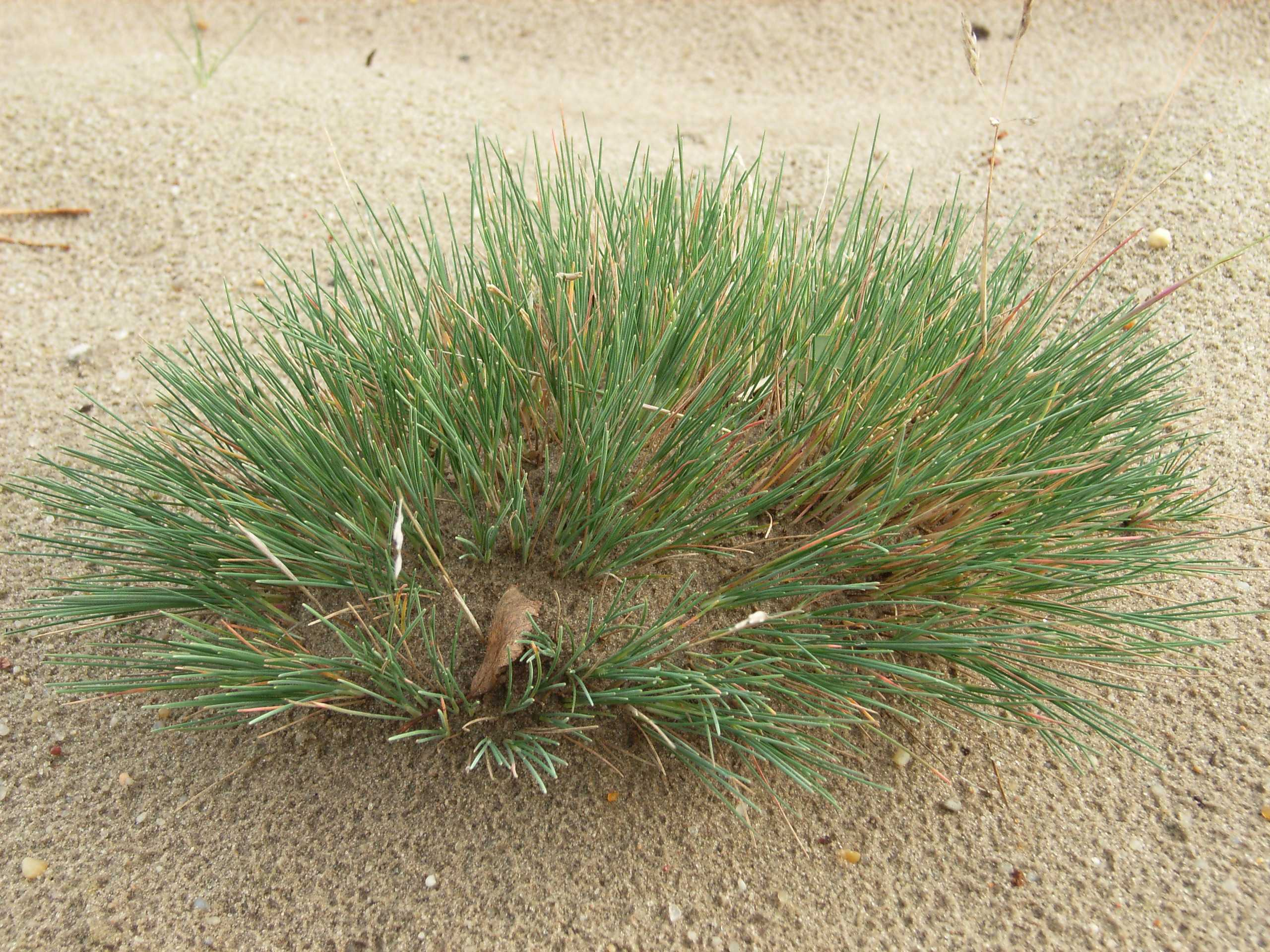
Horst

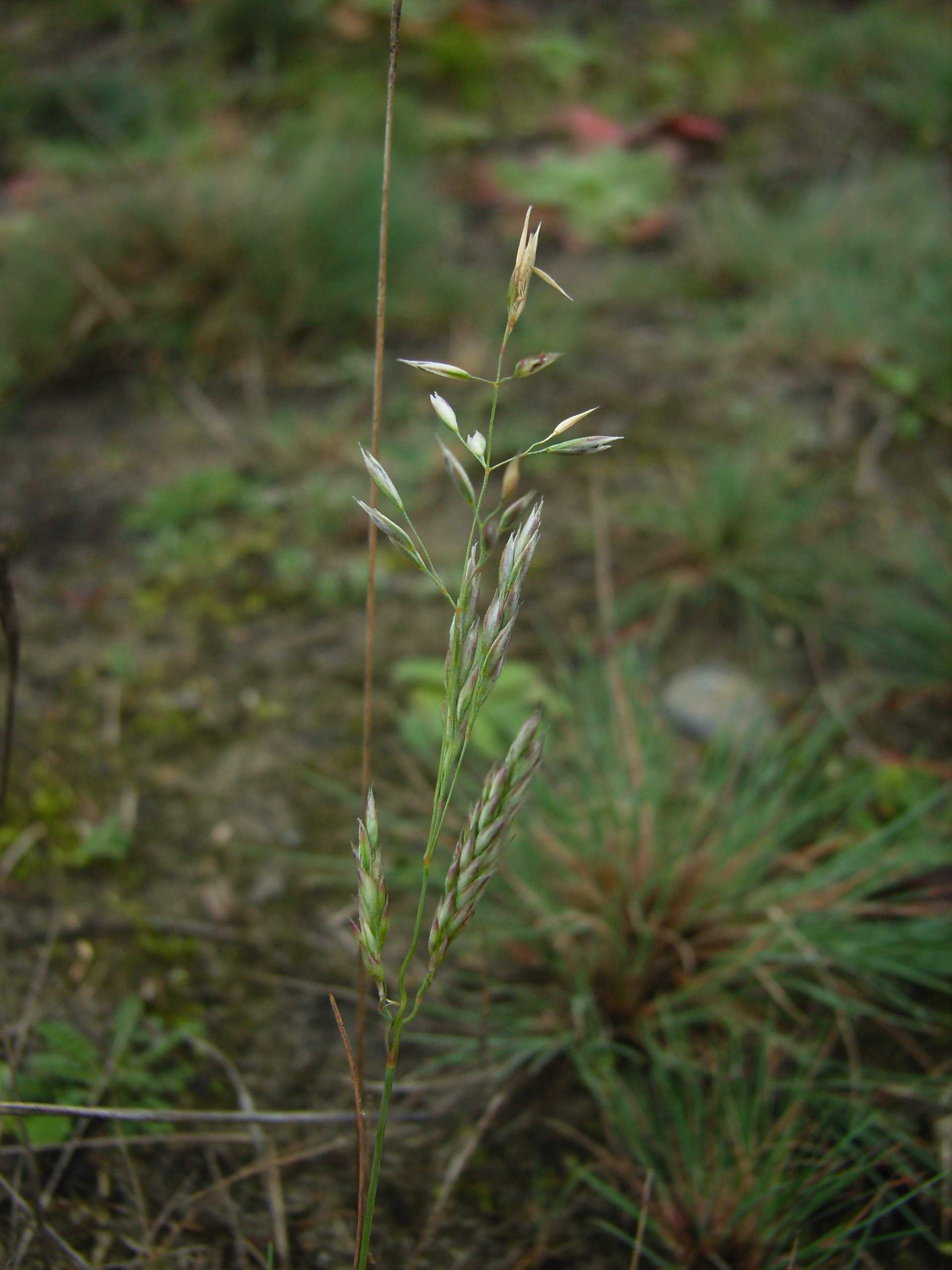
Blütenstand

### Vegetative Merkmale
Das Silbergras ist eine überwinternd grüne, ausdauernde krautige Pflanze und erreicht Wuchshöhen von 10 bis 35 (bis 50) Zentimetern. Dieses Gras wächst in dichten graugrünen Horsten. Die aufrechten, etwas abgespreizten Halme sind auffallend dünn, unbehaart, unter der Rispe etwas rau und verfügen über drei bis sechs Knoten.
Die Laubblätter sind in Blattscheide und -spreite gegliedert. Die Blattscheiden sind rötlich-purpurfarben, leicht rau und kahl. Die silbrig graugrünen Blattspreiten sind sehr steif, borstenförmig zusammengerollt, scharf zugespitzt, rau und bis 6 Zentimeter lang sowie 0,3 bis 0,5 Millimeter breit. Das Blatthäutchen ist ein 2 bis 3 Millimeter langer, am oberen Ende zugespitzter häutiger Saum.

### Generative Merkmale
Die Blütezeit reicht von Juni bis August, gelegentlich bis in den Oktober. Der fein verzweigte, rispige Blütenstand ist bei einer Länge von 2 bis 8 Zentimetern und einer Breite von 5 bis 15 Millimetern schmal-länglich und purpurfarben oder bunt gefärbt, zuweilen auch bleich-grün. Der Blütenstand ist nur während der Anthese locker ausgebreitet, sonst zusammengezogen. Die zwei bis fünf Seitenäste gehen von der Hauptachse ab und sind meist bis 1,5, selten bis zu 3 Zentimeter lang. Die 3 bis 4,5 Millimeter langen Ährchen sind zweiblütig, sehr schmal und leicht zusammengedrückt. Die Deckspelzen werden von den Hüllspelzen beinahe vollständig eingeschlossen. Die Hüllspelzen sind 3 bis 4,5 Millimeter lang, haben weißliche Ränder und sind auf den Nerven rau. Die Deckspelzen sind 1,5 bis 2 Millimeter lang und tragen eine hellbraune schon am Grund freie Granne, die im untersten Viertel angeheftet ist. Die Granne ist gekniet, 2,5 bis 3 Millimeter lang; die Untergranne ist eng gedreht, orangebraun gefärbt und trägt am oberen Ende einen Kranz abstehender Borstenhaare. Die Obergranne ist im unteren Teil schlank, im oberen keulenförmig verdickt und rau. Die Vorspelzen sind zweinervig und so lang wie die Deckspelzen. Die violetten Staubbeutel sind 1 bis 1,5 Millimeter lang.
Die Chromosomenzahl beträgt 2n = 14.

## Ökologie
Beim Silbergras handelt es sich um einen skleromorphen Hemikryptophyten.
Das Silbergras ist ein Intensivwurzler und kann bis zu 15 Zentimeter in den Boden eindringen. Aufgrund dieser Eigenschaft ist es zur Erstberasung von lockerem Sand geeignet und spielt bei der Festlegung von Wanderdünen eine entscheidende Rolle. Ferner gelangt es so auch bei starker Trockenheit an tiefliegende Wasserreserven. Weitere morphologische Eigenschaften sind besonders für ein Leben an trockene und warme Lebensräume entwickelt. Die Oberflächen der Wurzeln sind durch die samtige Behaarung vergrößert. Dieses befähigt die Pflanze dazu, genügend Wasser aufzunehmen. Ferner funktionieren die starren aufrechten Halme der Horste gewissermaßen wie Tau- und Regensammler und leiten Wasser zu den Wurzeln. Schließlich schränken die gerollten Blätter den Wasserverlust durch Verdunstung ein, indem die Spaltöffnungen verborgen liegen. Das Silbergras erträgt im Sommer bis zu 60 °C, stirbt jedoch bei scharfem Frost ab. Das Silbergras wächst extrem langsam und wird nicht einmal von Schafen gefressen, weil sein Nährstoffgehalt so gering ist.

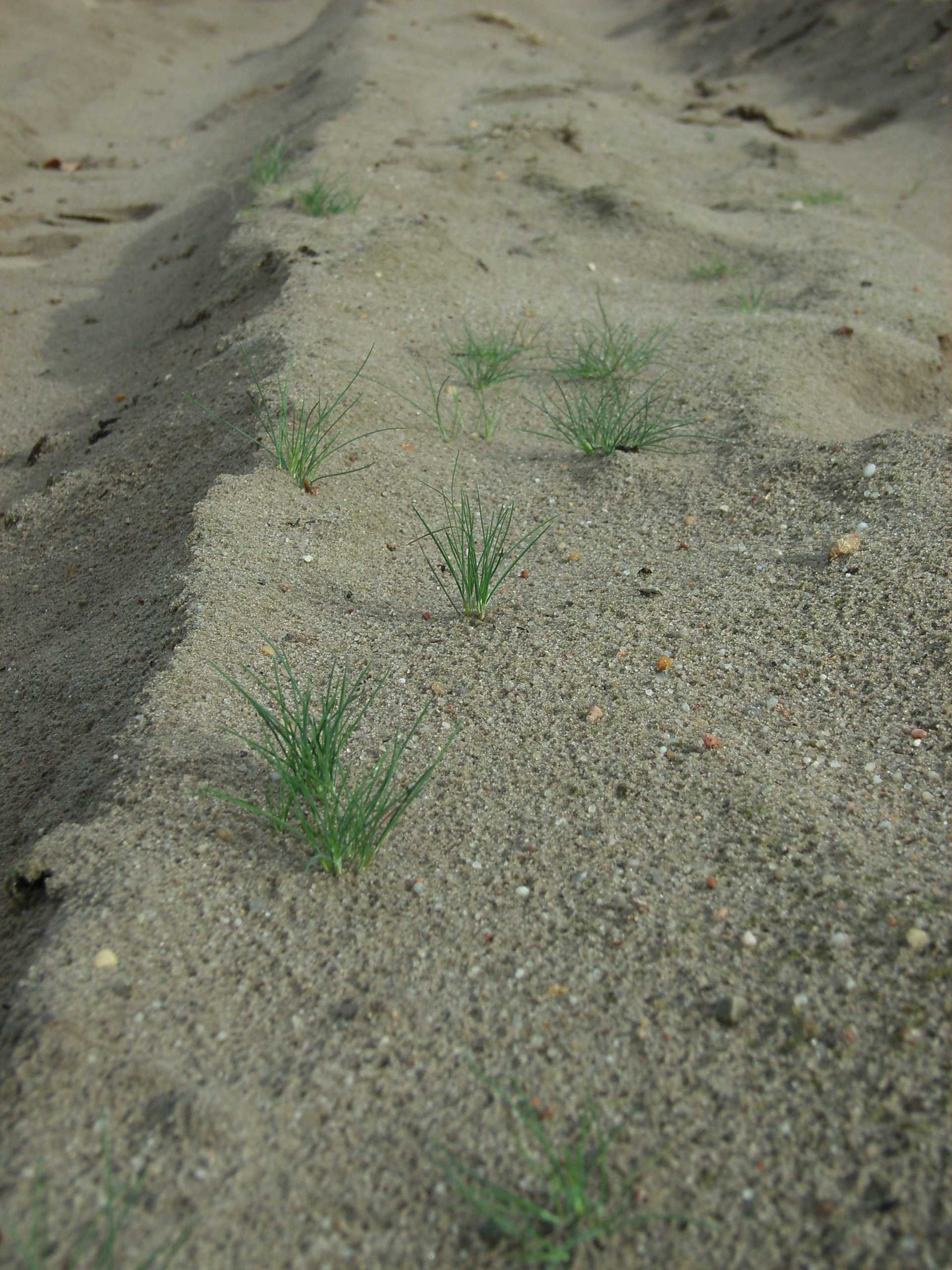
Pionierbesiedlung eines Sandweges

Bei Trockenheit krümmen sich die Deck- und Hüllspelzen ein beziehungsweise sie spreizen sich, bei Feuchtigkeit hingegen strecken sich die hygroskopisch reagierenden Haare und Grannen. Dadurch erfolgt die Selbstausbreitung als Bodenkriecher und Bohrfrucht. Die Karyopse kann auch als Klettfrucht beispielsweise im Fell von Schafen ausgebreitet werden.

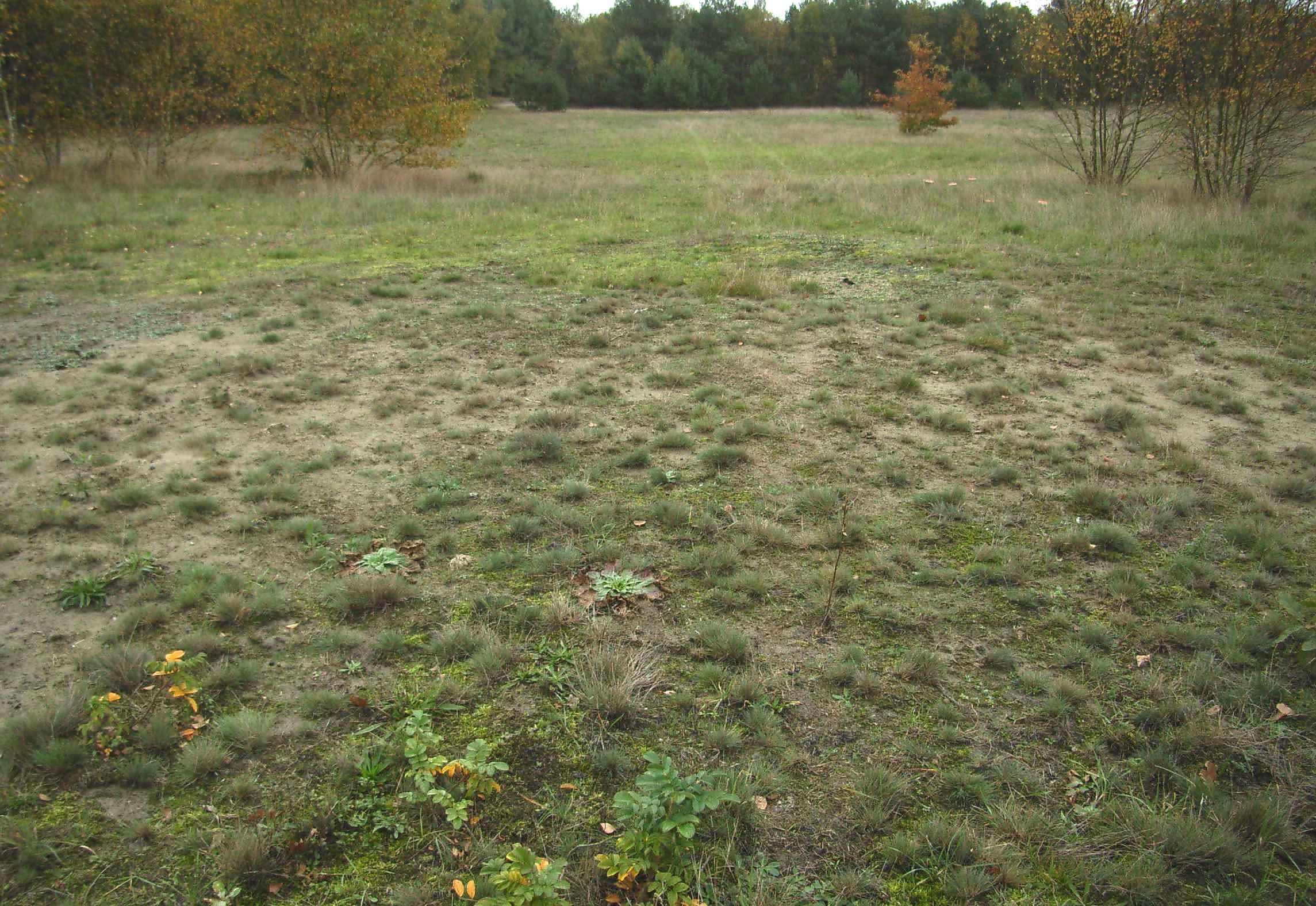
Silbergrasflur

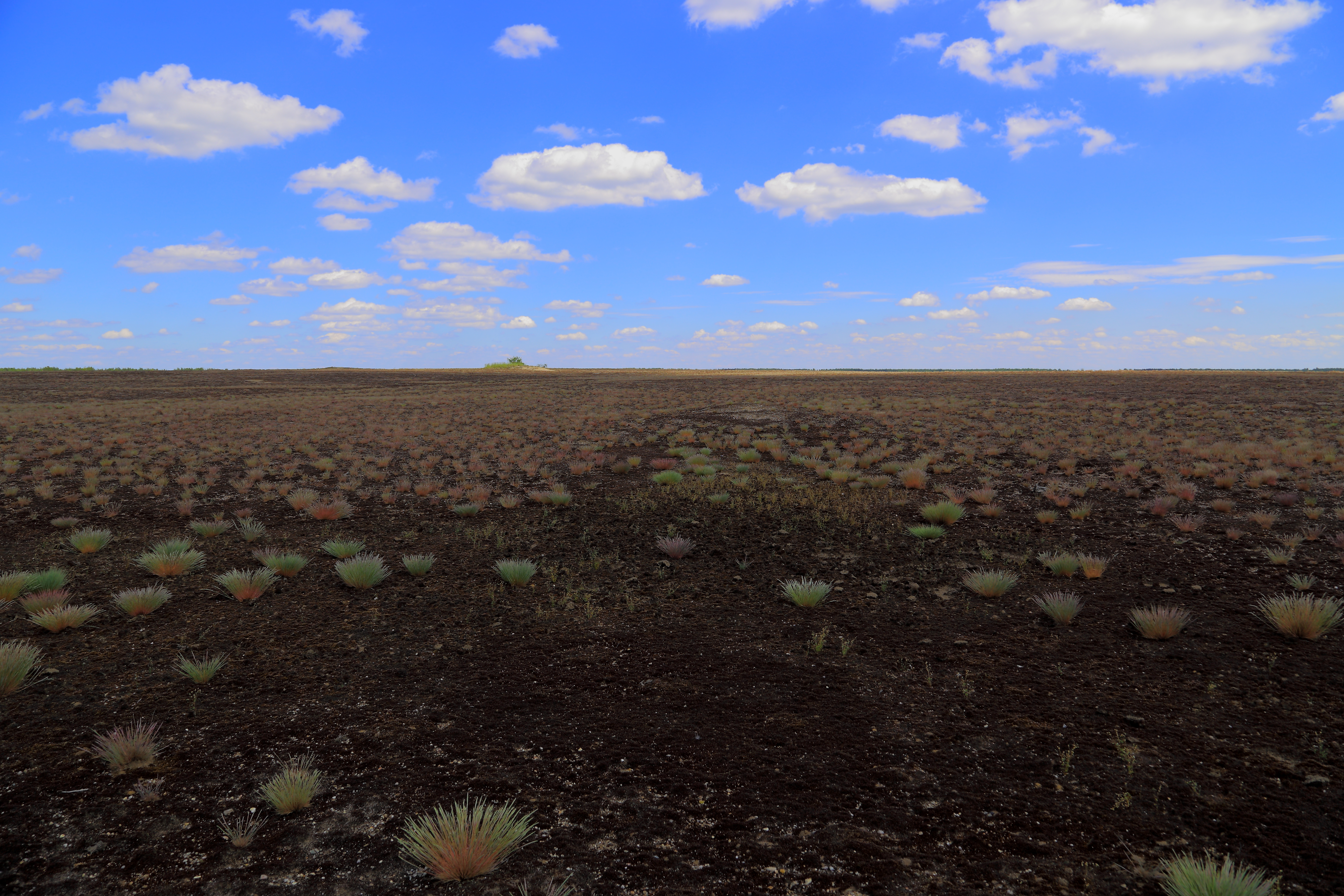
Habitat in der Lieberoser Wüste in der Niederlausitz

## Vorkommen
Das Silbergras ist vom südlichen Skandinavien über Nordwesteuropa bis in den Mittelmeerraum weitverbreitet. Es ist ein subatlantisch-submediterranes Florenelement. Im küstenferneren Binnenland ist es dagegen sehr selten. Es fehlt in den Alpen und in höheren Mittelgebirgslagen. Es kommt in Marokko vor. In der Neuen Welt ist es ein Neophyt. In Europa kommt es vor in Portugal, Spanien, Frankreich, Italien, Großbritannien, Belgien, den Niederlanden, Deutschland, Dänemark, Norwegen, Schweden, Österreich, Tschechien, Kroatien, Polen, Ungarn, Slowakei, Rumänien, Ukraine, Moldau, Belarus, Litauen und Russland.
Das Silbergras wächst auf warmen und trockenen, nährstoff- und basenarmen, neutralen bis sauren, meist humus- und feinerdearmen, lockeren, durchlässigen Sandrohböden der tieferen Lagen. Als Erstbesiedler kommt es auf Flugsanden der Küsten- und Binnendünen, Flugsanddecken, auf Brachen, an Wegen, Sandgruben, lichten Kiefern- und Birkenwäldern vor. Auf offenen Sandflächen, wo der Boden im Sommer extrem austrocknet, ist es oft die einzige bestandsbildende Blütenpflanze.
Es ist eine Pionierpflanze auf offenen, vegetationsarmen, lockeren, humusfreien Flugsandfeldern. Es ist an die extremen Umweltbedingungen seiner natürlichen Standorte (Hitze, Trockenheit, Nährstoffarmut) angepasst. Die Pflanze ist mit ihren kleinen büscheligen Horsten eine kennzeichnende Art der Silbergrasfluren (Corynephorion canescentis). Das Silbergras dient der Erstberasung von lockerem Sand und spielt bei der Festlegung von Wanderdünen eine entscheidende Rolle.
Sein Hauptvorkommen liegt in Sand-Trockenrasen. Hier ist es die Charakterart des Verbandes der Silbergrasfluren beziehungsweise Silbergras-Pionierrasen (Corynephorion canescentis). Die Pflanzengesellschaften setzen sich aus Magerkeits- und Trockenheitszeigern zusammen. Diese sind neben dem Silbergras das Sand-Straußgras (Agrostis vinealis), der Schmalblättrige Ampfer (Rumex tenuifolius), der Frühlings-Spark (Spergularia morisonii) und Bauernsenf (Teesdalia nudicaulis). An Moosen finden sich das Purpurstielige Hornzahnmoos (Ceratodon purpureus) und das Frauenhaarmoos (Polytrichum piliferum). Kennzeichnend sind eine Vielzahl an Flechten wie beispielsweise die Elchgeweih-Becherflechte (Cladonia alcicornis) oder Floerkes Becherflechte (Cladonia floerceana).

## Gefährdung
Das Silbergras gilt in Deutschland als nicht gefährdet. Es ist jedoch in den Bundesländern Hessen, Nordrhein-Westfalen, Rheinland-Pfalz, Saarland, Baden-Württemberg, Bayern und Hamburg als gefährdet eingestuft. In Thüringen gilt diese Art als vom Aussterben bedroht. In Österreich ist das Silbergras ebenfalls vom Aussterben bedroht. Durch die Zerstörung der meisten mageren Sandflächen in den vergangenen Jahrzehnten ist auch der Lebensraum des Silbergrases weitgehend verloren gegangen. Die aktuell verbliebenen kleinflächigen Standorte sind besonders stark durch den Stickstoffeintrag von benachbarten Agrarflächen bedroht.

## Taxonomie
Die Erstveröffentlichung erfolgte 1753 unter dem Namen (Basionym) Aira canescens durch Carl von Linné in Species Plantarum, Tomus 1, Seite 65. Die Neukombination zu Corynephorus canescens (L.) P.Beauv. wurde 1812 durch Ambroise Marie François Joseph Palisot de Beauvois in Essai d'une nouvelle Agrostographie; ou nouveaux genres des Graminées; avec figures représentant les caractères de tous les genres Seite 90, Tafel 18, Figur 2 veröffentlicht. Das Artepitheton canescens ist lateinischen Ursprungs und bedeutet „ergrauend“ beziehungsweise „grau aussehend“ und nimmt auf die Farbe der Pflanze Bezug. Weitere Synonyme für Corynephorus canescens (L.) P.Beauv. sind: Agrostis canescens (L.) Salisb., Aira variegata St.-Amans, Avena canescens (L.) Web. ex Wigg., Weingaertneria canescens (L.) Bernh., Corynephorus incanescens Bubani, Corynephorus canescens var. andinus Hack. ex Sodiro.

## Namensherkunft
Der deutsche Trivialname Silbergras bezieht sich auf die im Licht silbrig glänzenden Blütenstände.